# جیمز انسور

ورود مسیح به بروکسل، نام اثری است از جیمز انسور در سبک سوررئالیسم به‌سال ۱۸۸۸ میلادی. در این اثر، مسیح در کارناوالی در بروکسل و در میان آدم‌هایی با صورتک‌هایی عجیب‌وغریب به تصویر کشیده شده‌است. این اثر که در زمان خود مورد اعتراض شدید قشر مذهبی واقع شد، به‌عنوان یکی از برجسته‌ترین آثار نقاش شناخته می‌شود. تابلوی ورود مسیح به بروکسل در مالکیت موزه جی. پال گتی قرار دارد.

جیمز سیدنی ادوارد، بارون اِنسور (به انگلیسی: James Sidney Edouard, Baron Ensor)‏ (۱۳ آوریل ۱۸۶۰–۱۹ نوامبر ۱۹۴۹) نقاش و گراورساز بلژیکی بود که بر جنبش‌های هیجان‌نمایی و فراواقع‌گرایی تأثیر گذاشت.

## زندگی و هنر
جیمز انسور، در شهر ساحلی اوستنده به دنیا آمد. پدرش انگلیسی و مادرش فلاندی بود. انسور در بسیاری از نقاشی‌های خود از اسکلت‌ها و صورتکهایی کریه و وهم‌انگیز استفاده می‌کرد. علاقهٔ او به استفاده از ماسک‌ها احتمالاً ریشه در فروشگاه مادرش دارد که پر از نقاب‌های عجیب و ترسناک بوده‌است. مرگ، کارناوال و پندارهای وهم‌انگیز و خیالپردازانه از دیگر درونمایه‌های آثار او هستند.
اگرچه انسور با کشیدن تابلوی ورود مسیح به بروکسل (۱۸۸۸) موجب برانگیختن خشم عمومی شد، وی همچنان به کشیدن نقاشی‌های وهم‌انگیزش ادامه داد و آثاری چون نقاب‌های رسوا (۱۸۹۰) و اسکلت‌ها برای تصرف بدن مرد اعدام‌شده می‌جنگند (۱۸۹۱) را پدیدآورد. با وجود تندتر شدن انتقادها از کارهای انسور، وی خودنگارهٔ هنرمند در میان صورتک‌ها را پدیدآورد که وی را در میان نقاب‌های عجیب و ترسناکی نشان می‌داد. انسور در نهایت کم‌تر در میان مردم پدیدار می‌شد و مدتی نیز شایعه شده بود که وی مرده‌است. در ۱۹۲۹ زمانی که تابلوی ورود مسیح به بروکسل برای نخستین بار به صورت عمومی به نمایش درآمد، آلبرت یکم بلژیک به او لقب بارون را اعطا نمود.